# CD109
CD109 — белок, GPI-заякоренный на поверхности клеток. Продукт гена CD109.

## Функция
Белок CD109 является отрицательным модулятором TGFB1 в кератиноцитах.

## Тканевая локализация
Высокий уровень белка находится в матке, аорте, сердце, лёгких, трахее, плаценте и в фетальных сердце, почках, печени, селезёнке и лёгких. Белок экспрессируют T-лимфоциты, активированные T-лимфобласты, эндотелиальные клетки и активированные тромбоциты, а также CD34+-клетки клеточной линии острого миелоидного лейкоза. Кроме этого, CD109 — носитель тромбоцитарной антигенной системы Gov, которая играет роль в отторжении при трансфузии тромбоцитов, в неонатальной аллоиммунной тромбоцитопении и пост-трансфузионной пурпуры.

## Структура и взаимодействия
CD86 синтезируется как предшественник из 1445 аминокислот, после созревания и отщепления сигнального пептида и пропептида остаётся 1399 аминокислот (180 кДа). После пост-трансляционной модификации (гликозилирования) и частичного протеолиза образуется две изоформы: 150 и 120 кДа. Образует гетеродимеры с TGFBR1, TGFBR2 и TGFBR3.
Взаимодействует с TGFB1 и TGFBR1.